# Рославський-Петровський Олександр Петрович
Рославський-Петровський Олександр (1816 — 1871) — статистик та історик. Професор і ректор Харківського університету.

## Життєпис
Народився в селі Слабині, поблизу Чернігова, 9 квітня 1816. Рано втративши батька, він своїм вихованням зобов'язаний турботам матері. Вона жертвувала останніми коштами, щоб дати своєму єдиному синові освіту. Під її наглядом з Олександром займався один із студентів Чернігівській семінарії. З 1825 Рославський навчався в Чернігові, - спочатку у викладача Гімназії Негаченка, а потім - у професора Семінарії Осипа Яковича Самчевського. Останній мав значний вплив на розвиток здібностей Рославського. Під керівництвом Самчевського, Рославський почав вивчати твори найкращих російських письменників і поступово в ньому розвинулася любов до читання. Домашня освіта Рославського розвивалась настільки успішно, що коли мати в 1828 відвезла його в Ніжин, для вступу в Гімназію вищих наук, він був прийнятий одразу в IV клас, а з мов - в 3-тє відділення, де разом з ним знаходилися учні, набагато старші за віком і які навчались у вищих класах (у тому числі Євген Гребінка).
Тут своїми пізнаннями в латинській мові, Рославський незабаром звернув на себе увагу професора Андрущенка. У той час в Ніжинській гімназії віяв літературний дух: вихованці вищих класів складали гуртки, де з жадібністю читалося і піддавалося обговоренню все чудове у віршах і прозах. Рославський, який мріяв ще в дитинстві про славу письменника, також почав писати.
У 1832 році Гімназія вищих наук була перейменована в Ліцей і піддалася перетворенню, що додало цьому закладу спеціальний характер, тим часом, як раніше там панувала енциклопедична освіта. Незабаром після цієї зміни Рославский закінчив курс Ліцею і в 1834 році вступив до Харківського університету на філологічний факультет, де слухав філологічні науки, римські давнини і пояснення римських письменників у Івана Кронеберга.
До уваги декана Факультету, професора Російської історії, поета Петра Артемовського-Гулака, Рославський зобов'язаний тим, що, по закінченні в 1837 курсу зі ступенем кандидата, він отримав від університетського керівництва запрошення зайняти місце викладача в Університеті. За витриманий іспит на ступінь магістра історичних наук в 1839 році, Рославський був призначений ад'юнктом в 1-е відділення Філософського факультету для викладання статистики. «Лекції Статистики», прочитані Рославським у Харківському університеті, звернули на себе увагу тодішніх учених. Що ж стосується Харківського університету, то можна сказати, що Рославський створив у ньому статистику: ні раніше, ні після нього цей предмет не стояв на такій висоті. Окрім теорії науки і загальної порівняльної статистики європейських держав, Рославський викладав своїм слухачам спеціальні курси статистики Росії, Франції та Англії з метою представити їм зразки статистичних монографій. У 1841 році, за поданням графа Юрія Головкіна, викладання статистики у Харківському університеті було відокремлено від кафедри політичної економії, і Рославський був призначений виконуючим обов'язки екстраординарного професора статистики.
У 1854 році, щодо проекту, представленого уряду приватною компанією, про устрій залізниці між Харковом і Феодосією, Рославський займався збиранням статистичних даних для визначення користі, обіцяною цим підприємством. У тому ж році Рославський склав записку для усунення сумнівів, порушених щодо користі пристрою зазначеної дороги. З нагоди святкування п'ятдесятиріччя існування Харківського університету Рославский читав написаний ним короткий історичний нарис. З 1853 Рославський, внаслідок обрання товаришів-професорів, затвердженого Міністерством народної освіти, був призначений деканом історико-філологічного факультету, а з 1859 по 1862 рік був ректором Харківського університету.
Олександр Петрович Рославский-Петровський помер у Харкові 21 грудня 1871 року.

## Праці
- «рос. Лекции о статистике» (1841),
- «рос. Руководство к статистике» (1844),
- «рос. Опыт сравнения успехов народонаселения в России и в некоторых других Європейских государствах» (1845);
- праці з історії античного світу та ін.